# Maulay
Maulay é uma comuna francesa na região administrativa da Nova Aquitânia, no departamento de Vienne. Estende-se por uma área de 23,01 km². Em 2010 a comuna tinha 186 habitantes (densidade: 8,1 hab./km²).